# جوش بانكس
جوش بانكس (بالإنجليزية: Josh Banks)‏ هو لاعب كرة قاعدة أمريكي، ولد في 18 يوليو 1982 في بالتيمور في الولايات المتحدة.

## وصلات خارجية
- جوش بانكس على موقع دوري كرة القاعدة الرئيسي (الإنجليزية)
- جوش بانكس على موقعبيزبول رفرنس.كوم (الدوري الرئيسي) (الإنجليزية)
- جوش بانكس على موقعبيزبول رفرنس.كوم (الدوري الثانوي) (الإنجليزية)
- جوش بانكس على موقع إي إس بي إن.كوم (أم.أل.بي) (الإنجليزية)
- جوش بانكس على موقع مشجعي الرسوم البيانية (الإنجليزية)